# 辛努塞尔特三世
辛努塞尔特三世 Senusret III （希腊人用的称呼是塞索斯特利斯三世 Sesostris III，另一埃及名为森沃斯勒 Senwosret，意为“沃斯雷特女神的子民”）古埃及第十二王朝法老（前苏联历史界认为，他可能在公元前1884年—公元前1849年在位）。
辛努塞尔特三世巩固埃及统治，积极促进改革，加强中央政权，削弱贵族的权势和影响。在尼罗河第二瀑布上游修建堡垒。为保证埃及本土与努比亚之间交通顺畅，辛努塞尔特三世开凿了一条绕过尼罗河第一瀑布的蘇伊士运河。据记载，辛努塞尔特三世曾远征到尼罗河第三瀑布地方。成为埃属努比亚的保护神。
在达舒尔地区，考古学家发现了辛努塞尔特三世的金字塔。